# Igor Yepifanov
Igor Denisovich Yepifanov (tiếng Nga: Игорь Денисович Епифанов; sinh ngày 26 tháng 12 năm 1999) là một cầu thủ bóng đá người Nga. Anh thi đấu cho F.K. Orenburg.

## Sự nghiệp câu lạc bộ
Anh có màn ra mắt tại Giải bóng đá chuyên nghiệp quốc gia Nga cho F.K. Orenburg-2 vào ngày 27 tháng 7 năm 2017 trong trận đấu với FC Chelyabinsk.